# RPGRIP1
RPGRIP1‏ (RPGR interacting protein 1) هوَ بروتين يُشَفر بواسطة جين RPGRIP1 في الإنسان.